# Cuproxena latiana
Cuproxena latiana é uma espécie de traça da família Tortricidae. Pode ser encontrada na Venezuela e Equador.